# Goranovți, Kiustendil
Goranovți (în bulgară Горановци) este un sat în comuna Kiustendil, regiunea Kiustendil,  Bulgaria. 

## Demografie
Componența etnică a satului Goranovți
     Bulgari (98,94%)
     Nicio identificare (1,05%)
     Altele (0%)
La recensământul din 2011, populația satului Goranovți era de 95 locuitori. Din punct de vedere etnic, majoritatea locuitorilor (98,94%) erau bulgari. Pentru 1,05% din locuitori nu este cunoscută apartenența etnică.